# Nádasdladány
Nádasdladány é um município da Hungria, situado no condado de Fejér. Tem 26,35 km² de área e sua população em 2015 foi estimada em 1.728 habitantes.